# Давыдовка (Самарская область)
Давыдовка — село в Приволжском районе Самарской области, административный центр сельского поселения Сельское поселение Давыдовка.
Население — 215 (2010).

## Физико-географическая характеристика
Село находится в Заволжье, на берегу Саратовского водохранилища, на высоте около 35 метров над уровнем моря. Почвы — чернозёмы обыкновенные.
Село расположено примерно в 17 км по прямой в юго-западном направлении от районного центра села Приволжье. По автомобильным дорогам расстояние до районного центра составляет 21 км, до Самары — 160 км.
Часовой пояс
Давыдовка, как и вся Самарская область, находится в часовой зоне МСК+1. Смещение применяемого времени относительно UTC составляет +4:00.

## История
В Списке населённых мест Российской империи по сведениям за 1859 год упоминается как владельческая деревня Давыдовка (Красный Затон), расположенная в прибрежье Волги, на расстоянии 78 вёрст от уездного города. Деревня относилась к Николаевскому уезду Самарской губернии. В населённом пункте проживало 179 мужчин и 164 женщины.
После крестьянской реформы Давыдовка была отнесена к Берёзоволукской волости. Согласно населённым местам Самарской губернии по сведениям за 1889 год в деревне насчитывалось 123 двора, проживали 682 жителя, русские православного вероисповедания. Земельный надел составлял 772 десятины удобной и 25 десятин неудобной земли, имелись ветряная мельница, имение и паровая мельница дворянина Пустошкина. Согласно переписи 1897 года в Давыдовке (она же Красный Затон и Арбузовка) проживали 777 жителей, все православные.
Согласно Списку населённых мест Самарской губернии 1910 года в проживали 430 мужчина и 425 женщин (бывшие помещичьи крестьяне, русские православного вероисповедания).

## Население
Динамика численности населения по годам:
| Годы      | 1859 | 1889 | 1897 | 1910 | 2002 |
| --------- | ---- | ---- | ---- | ---- | ---- |
| Население | 343  | 682  | 777  | 855  | 272  |

| 2010 |
| ---- |
| 215  |

Национальный состав
Согласно результатам переписи 2002 года русские составляли 96 % населения села.